# Рафес, Моисей Григорьевич
Моисей Григорьевич Рафес (1883, Вильно — 12 августа 1942, Коми АССР) — еврейский политический деятель, один из руководителей партии Бунд на Украине, лидер Комбунда в 1919 году. Кандидат в члены ЦК КП(б) Украины в марте—апреле 1920 года.

## Биография
Отец — Арон-Гирш Рафес был старшим управляющим на большом винном предприятии Страшуна в Вильно, позднее стал руководителем этого дела и в конце концов его владельцем. Арон-Гирш или Григорий был достаточно либерально настроенным человеком. Мать — Бейла, была женщиной религиозной, ценила книги и любила чтение, вместе с мужем она старалась дать детям и светское образование. В хедере Моисей научился чтению религиозных текстов на древнееврейском, затем окончил в начальную светскую школу. Экстерном сдал экзамены за пять классов гимназии. Познакомился с членами Бунда и стал заниматься революционной работой, член этой партии с 1900 года. Согласно некоторым данным, Рафес имел отношение к попытке убийства (май 1902 года) Х. Леккертом виленского генерал-губернатора фон Валя (позднее он не признавал своего участия в этой попытке теракта). В 1903 году Рафес был арестован в Вильно и шесть месяцев провёл в тюрьме, но был освобождён после того, как за него внесли залог в 1 тысячу рублей. В 1906—1913 годах Рафес занимался пропагандой и организацией революционных ячеек среди еврейских рабочих сначала в Гомеле, а позднее в Вильно. Он зарекомендовал себя как незаурядный публицист, активно публикуясь под псевдонимами в бундовской печати.
В 1907 году он участвовал в работе 5-го (Лондонского) съезда РСДРП как делегат Бунда Виленского района с правом решающего голоса. В 1910 года он был избран делегатом на VIII-ю конференцию Бунда во Львове, а в 1912 году на IX-й конференции в Вене) его избрали членом Центрального Комитета Бунда. В апреле 1911 года в Петербурге он представлял Вильно на съезде делегатов от разных отделений ОСЕ (Общества для распространения просвещения среди евреев) в Российской Империи. На съезде он отставивал идею развития в еврейских народных школах обучения на идише. В 1913 году его сослали на 4 года Нарымский край, откуда он бежал в Петербург. Там продолжал вести революционную работу под псевдонимом Л. Вайсенберг.
С началом Первой мировой войны Рафес занял позицию социал-демократической фракции «оборонцев», то есть сторонников, в отличие от большевиков-«пораженцев», победы России. Вместе с другим членом ЦК Бунда Х. Эрлихом Рафес входил в Военно-промышленный комитет, целью которого была мобилизация и перестройка промышленности на военные рельсы. В январе 1916 году Рафес возглавлял делегацию Бунда на совещании «Общества ремесленного труда», которое было созвано по его инициативе. В середине 1916 года Рафес был арестован, освобождён после Февральской революции 1917 года. В 1917 году Рафес занимал пост секретаря ЦК Бунда и вошёл, как один из лидеров этой партии, вместе с Эрлихом в исполнительный комитет Петроградского Совета рабочих и солдатских депутатов (через несколько дней его заменил М. Либер). Рафес отстаивал идею активного участия социал-демократов и, в частности, исполкома Петросовета в формировании Временного правительства: «Без
пролетариата революционной власти не будет — таков был мой тогдашний мотив» писал позднее Рафес. Летом 1917 года (точная дата неизвестна) кооптирован в члены ВЦИК от Исполнительного комитета Петросовета. В этот период он также энергично занимался подготовкой созыва Всероссийского еврейского съезда. ЦК «Бунда» конмандировал Рафеса в Украину, где в Киеве он стал главой украинской бундовской организации.
В 1917 году — член Украинской Центральной Рады (в то время органа краевого самоуправления в составе России) и Малой Рады. 13 июля 1917 года назначен генеральным секретарем государственного контроля УНР (14 августа 1917 на эту должность назначен Зарубин). Рафес был членом Краевого комитета по охране революции на Украине. В июле делегация Генерального секретариата в составе В. К. Винниченко, Х. А. Барановского и М. Г. Рафеса выехала в Петроград для утверждения нового состава Секретариата и «Устава высшего управления Украины». В Петрограде договор с Временным правительством от 4 августа 1917 года установил границы территории Рады, в Генеральный секретариат Рады признан региональным органом Временного правительства.
В тот период Рафес состоял в правом крыле Бунда и призвал к активному противостоянию большевикам. Выступал против Брестского мира. В ноябре 1918 года после революции в Германии и событий освободительной войны в Украине Рафес резко изменил свою позицию. Он стал главой левого крыла Бунда, начал резко критиковать меньшевиков, что привело в итоге к расколу украинской Бунда. 1 марта 1919 года было провозглашено создание Комбунда. В мае 1919 вместе с левым крылом Объединённой еврейской социалистической рабочей партии (Фарейникте) Комбунд образовал на Украине Еврейский коммунистический союз или Комфарбанд. Уже в мае 1919 года Рафес начал публично критиковать другие еврейские общественные организации, обвиняя их в первую очередь в сионизме, кроме того в национализме, а также в клерикализме. 4 июня 1919 года от имени Высшего комитета Комфарбанда он подал докладную записку в Народный комиссариат внутренних дел Украины о необходимости немедленой ликвидации всех еврейских буржуазных партий и общественных организаций: «так как они представляют опасность для советской власти, являясь агентами Антанты и империализма». 12 июля 1919 года Рафес стал главой Ликвидационной комиссии по делам еврейских общин и общественных организаций, которую образовали Евсекция и ЦК Комфарбанда. Как сам М. Г. Рафес указал в анкете ликивдационная комиссия состояла при НКВД. Он отличался особой настойчивостью в преследованиях деятелей, с которыми ещё недавно сотрудничал. В УССР до работы в ликвидкомиссии занимал также должности председателя центральной секции помощи жертвам погромов при Наркомсобесе и члена коллегии Еввоенсекции Наркомвоена.
Рафес оказал поддержку киевскому раввину А. Житнику (1890-?), фактически разгромившему летом 1919 году киевскую иудаистскую общину. Житник называл себя «красным раввином» и приступил к организации «красных общин». Члены красных общин отмечали в синагогах советские праздники, вели коммунистическую пропаганду, при этом там бесплатно раздавали мацу и кашерное мясо.
На этой волне в августе 1919 года Комфарбанд был целиком принят в состав Компартии Украинской ССР, хотя на 2-й конференции Евсекции в июне 1919 года было решено, что при ликвидации Комфарбандов их члены должны быть приняты КП(б) Украины на индивидуальной основе. С 1919 по конец 1920 — один из руководителей Еврейской секции при ЦК РКП(б) и ЦК КП(б)У. В ней Рафес играл весьма заметную роль и был необычайно активен. В июле 1920 года на 3-й конференции Евсекции Рафес стал главой центристов, которые выступали как против роспуска Евсекции (требование «слева»), так и против переустройства её в автономную еврейскую фракцию внутри партии, так как по мнению правых, «она должна выполнить важную роль на еврейской улице». С 17 июля 1920 переутверждён решением Пленума ЦК ВКП(б)) как член Центрального бюро еврейских секций при ЦК ВКП(б).
С 1 сентября 1919 года по рекомендации Центрального бюро Евсекции РКП(б) стал сотрудником Еврейского комиссариата Наркомнаца РСФСР, специалист по собиранию материалов по борьбе с антисемитизмом.
Во время советско-польской войны 1920 года Рафес был направлен Московским руководством в Вильно как глава Ликвидационной комиссии. Но в августе 1920 года после поражения РККА руководил эвакуацией советских партийных и государственных органов из Вильно. С марта 1921 по март 1922 года назначен заведующим еврейским отделом ЦК Компартии Польши.
В конце Гражданской войны служил комиссаром РККА. Позднее он занимал руководящий[какой?] пост в Моссовете, был сотрудником отдела Китая Народного комиссариато иностранных дел.
Доцент 2-го Московского государственного университета.
С 1920 года стал сотрудником отдела агитации и пропаганды Исполнительного комитета Коминтерна. В июне 1920 при подготовке Второму конгрессу Коминтерна, который прошёл в июле-августе 1920 года, активно участвовал в обсуждении Ленинских тезисов по национальному и колониальному вопросам.
В апреле 1922 года Секретариат ЦК ВКП(б) утвердил Рафеса в качестве эксперта по еврейским делам в советской делегации на Генуэзской мирной конференции, но, по-видимому, должность занять не успел, и в Геную отправлен не был.
С апреля 1922 по сентябрь 1924 года был начальником агитационно-пропагандистского отдела Политуправления РККА.
З0 ноября 1922 года Политбюро ЦК РКП(б) поручило Оргбюро совместно с Г. Зиновьевым выделить 10 коммунистов в распоряжение Коминтерна для работы за границей. Согласно этому решениюв Коминтерн были направлены Рафес и В. Милютин, Д. Мануильский, Э. Ротштейн, Д. Петровский, Г. Сафаров, С. Пестковский, Зорин, Б. Легран и К. Янсон.
С 17 по 25 апреля 1923 года делегат с совещательным голосом XII-го съезда РКП(б) от Политуправления РККА.
Затем занимал руководящие должности в Московском совете.
В 1923—1926 работал в аппарате Коммунистического интернационала. В 1923—1924 годах член коллегии Восточного отдела, с октября 1924 по сентябрь 1925 года — заместитель заведкющего Агитационно-пропагандистским отделом, и заведующий агитационным подотделом Агитационно-пропагандистского отдела Коминтерна.
C 29 апреля 1926 года утверждён членом Дальневосточного бюро (Дальбюро) Исполнительного комитета Коминтерна совместно с Г. Н. Войтинским, Л. Н. Геллером, Н. А. Фокиным и представителями китайской, корейской и японской компартий. В 1926—1927 годах являлся секретарём Дальбюро ИККИ в Шанхае. Рафес действовал под кличкой «Макс». Вместе с четырьмя коминтерновцами работали представитель Профинтерна Т. Г. Мандалян, представители советской разведки Н. М. Насонов (Чарли, Юноша), Г. И. Семёнов (Андрей). 7 января 1927 года в Дальбюро был направлен имевший опыт работы в Китае А. Е. Абрамович (Альбрехт). По сведениям сайта ЦентрАзии конфликтовал с председателем этого бюро Г. Н. Войтинским, подозревал его в соглашательстве с вредной позицией Гоминьдана.
В 1927—1928 годах служил заведующим иностранным отделом ТАСС. В конце 1920—1930-х годов руководил художественным отделом Совкино, а затем Комитета по кинематографии СССР.
В 1930-е годы сотрудник Наркомата Просвещения РСФСР.
С ? по 1934 год заместитель председателя Средне-Азиатского бюро ВЦСПС.
С 26 октября 1934 — 1-й заместитель Наркома просвещения Узбекистана.
Директор учебного комбината «Магнитостроя».
11 мая 1938 года арестован по обвинению по статьям 58, п. 11 (анисоветская организация) и 17 — 58, п. 8 (намерение проведения террористических актов) УК РСФСР. Следствие проходило в Бутырской тюрьме. 2 июня 1940 года Военной коллегией Верховного суда СССР приговорён к 10 годам ИТЛ. 12 августа 1942 умер в лагере в Коми АССР.

## Отклики современников
Не самый доброжелательно настроенный  по отношению к М. Г. Рафесу современник, киевлянин А. А. Гольденвейзер считал, что тот был одним из наиболее ярких политиков в 1917–1918 годах в Киеве:
Он был хорошим оратором — и по‑русски, и по‑еврейски, — искусным полемистом, опасным критиком. И, что самое главное, в нем была неисчерпаемая энергия и действенная сила
Лев Троцкий писал о Рафесе: 
Совсем недавно достославный Рафес, один из теоретиков и руководителей китайской революции, в статье, помещенной в теоретическом органе ЦК ВКП, писал всё о том же ужасном лозунге, выдвинутом Троцким в 1917 году. Не в 1905, а в 17-м! У меньшевика Рафеса есть в прочем оправдание: он состоял у Петлюры в "министрах" чуть не до 1920 года, и где же было ему, обремененному государственными заботами по борьбе с большевиками, вникать в то, что происходило в лагере Октябрьской революции?
Украинский писатель в эмиграции, сын полковника Русской императорской армии А. В. Луговой утверждал, что перейдя на сторону недавнего противника и выступая:
за большевиков, на положении председателя Чека в Киеве с садистическим наслаждением заставлял ползать перед ним на коленях женщин своих бывших соратников из правительства УНР

## Семья
- Жена — Любовь Исааковна Рафес, урождённая ? (1883—?[1]), родилась в Гомеле[17]. Окончила 7 классов среднего учебного заведения, затем 3 года училась в Пединституте, но не окончила его. Член БУНД в 1904—1919. В 1899—1917 — учительница в Белой Церкви, член ВКП(б) с 1921 года. В 1917—1919 — заведующая отделом школьной статистики в Киеве. В 1920—1924 — преподаватель Военной школы в г. Москва. В 1924—1926 — завуч школы им. Барщевского, Москва. С 1926 года — преподаватель Педагогического техникума им. Л. Троцкого[1], по словам членов семьи, в 1930-е была проректором МГУ, руководила созданием рабфаков при Наркомтяже. Арестована в 1938 за несколько дней до мужа, выпущена в Бериевский противопоток[17].
  - Сын — Георгий Моисеевич Рафес (7 мая 1919—?), участник Великой отечественной войны[18]
  - Дочь — ?

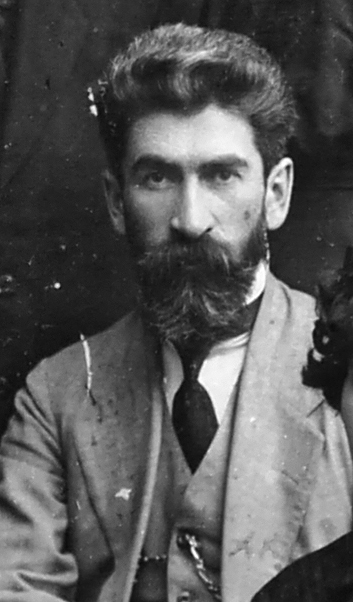
Старший брат Михаил Рафес, врач, сотрудник Астраханского земства, ок. 1914 г.

- Брат — Михаил (Меер) Григорьевич Рафес (1876—1942 или 1943), врач-гигиенист, участник социал-демократического движения с 1899 года[19], окончил медицинский факультет Харьковского университета, хотя дважды его исключали за участие в студенческих беспорядках, полгода провёл в царской тюрьме в г. Орёл, но тем не менее закончил университет[20]. Врач Санитарного бюро Уфимского губернского земства, в мае 1914 года возглавил отдел народного здравия и санитарной статистики Астраханского губернского земства.  В целом, медицинская деятельность превозобладала над политической, но после Февральской революции по списку Социалистического блока был избран гласным Губернского земского собрания[21]. С 1920 года  главный санитарный врач Наркомата путей сообщения. По воспоминаниям членов семьи в 1934 году на лекции на медицинском факультете МГУ он обмолвился, "что у тов. Сталина не нашёл таких <по гигиене труда> работ"[20], после этого снят должности и отправлен санитарным врачом на строительство Магнитогорского комбината[20], там арестован 20 марта 1938 года, приговорён 1 октября 1939 года Челябинским областным судом к 5 годам ИТЛ по ст 58-10 ч. 1 (антисоветская пропаганда)[22][a]. Его сын Павел Михайлович Рафес, (1903—1989), советский энтомолог, специалист в области защиты леса, доктор биологических наук.
- Брат — Калман, третий сын в семье, был активным революционером и рано умер[6].
- Сестра — Соня, сторонница социалистического революционного движения[6].

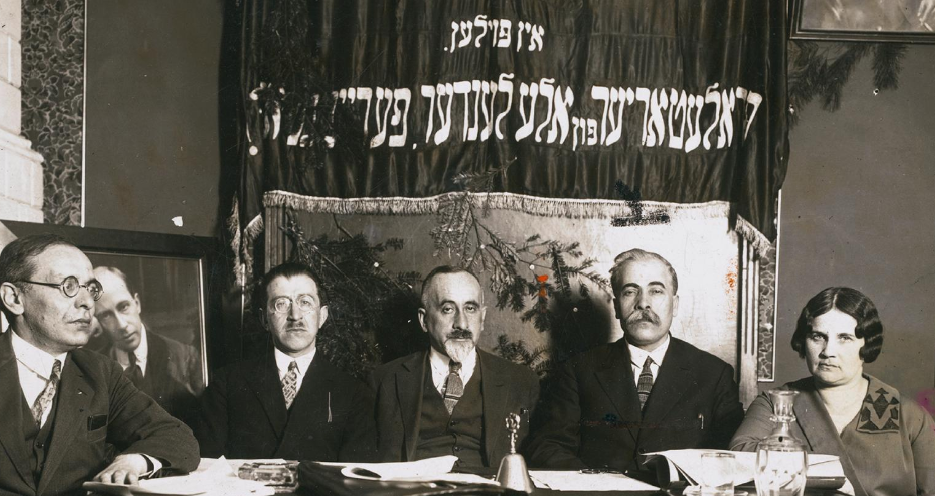
Лидеры Бунда на всепольском собрании, Варшава, 1928 год; (слева направо) Лихтенштейн, Израиль, Ицхак Рафес, Хенрих Эрлих, Икутиэль Портной и Белла Шапиро. Слева — портрет лидера бундовцев Владимира Медема, умершего в 1923 году. На знамени напись на идише: «Бунд в Польше. Пролетарии всех стран, соединяйтесь!» Фотография Х. Бойма.

- Брат — Ицхак (Исаак) Григорьевич Рафес (1890—?), окончил хедер в Вильно, затем учился начальном училище Лазарева и гимназии Кагана. Окончив её в 1912 году, поступил на медицинский факультет Лейпцигского Университета. Со студенческих лет член Бунда (его политическая деятельность продолжалась на протяжении всего Виленского периода жизни, она безусловно значительна, но плохо изучена). В 1914 году вернулся в Вильно, и поступив на курсы частного Университета в Дерпте, получил свидетельство об окончании 3 курсов, после этого мог приступить к работе в госпиталях «Земского союза». Как еврей-фронтовик (для них была отменена процентная норма) был принят на 3 курс Московского университета. Окончание университета совпало с Февральской революцией. До конца 1918 года Ицхак работал в госпиталях, но 6 января 1919 репатриировался в Вильно. Организатор "Бюро медицинской экспертизы", практикующий врач в м. Подрабие[англ.], с января 1921 по январь 1928 ответственный секретарь ОЗЕ (общества «Охрана здоровья евреев»), дважды в 1927 и 1934 избран в Виленский городской совет. С 1935 года работал врачом в местечке Ляховичи возле Барановичей. 22 июня 1941 года смог бежать вместе семьей  вглубь СССР, там продолжал работать врачом в медицинских учреждениях на Урале[6]. Его сын Юлиан Исаакович Рафес (5 февраля 1924—23 февраля 2019), доктор мед. наук, публицист и учёный-медик, основатель отделения заболеваний печени и поджелудочной железы в Днепропетровском НИИ гастроэнтерологии, последние 26 лет жил в Нью-Йорке, с 1994 года работал в Еврейском научном институте YIVO,  организовал международную конференцию «Еврейское медицинское сопротивление во время Холокоста» и подготовил книгу о своих одноклассниках, погибших в Холокост (из класса выжило только 5 человек)[23].

## Печатные труды

### Книги и брошюры
- «Фун ванен бакумт ди мелухе ире хахносес» («Откуда берет власть ее доходы», СПб.—Вильна, 1906);
- «Ойфн швел фун дер контрреволюцие» («На пороге контрреволюции», Екатеринослав, 1918);
- Рафес М. Г. Накануне паденiя гетманщины : Из переживаний 1918 г. - Киев : [б. и.], 1919 (тип. "Культура и знание"). - 96 с.;.
- Рафес М. Г. Два года революции на Украине. (Эволюция и раскол "Бунда"). – Москва: Государственное издательство, 1920. 168 с.
- Рафес М. Г. Очерки по истории "Бунда". - [Москва] : Московский рабочий, 1923. - VIII, 440 с.;
- Палестинский погром и палестинская идея. М., 1920;
- «Рассказ о царских розгах», М., 1922;
- Революция в Китае. М.-Л., 1927;
- Революция в Китае и предательство Чан Кай-ши. М.-Л., 1927;
- Китайская революция на переломе. М.; Л., 1927.;
- «Очерки по истории Бунда», М., 1923;
- «Очерки истории еврейского рабочего движения», М.—Л., 1929;
- «Капитлен гешихте фун Бунд. 1885–1922» («Главы истории Бунда. 1885–1922», Киев, 1929; сокращенное издание рукописи в 5-ти томах; т. 1, охватывающий события 1885–1900 гг., вышел лишь на русском языке).

### Статьи
- Мои воспоминания // Былое. 1922. № 19. С. 177-197;
- Евреи и Октябрьская революция // ЖН. 1923. Кн. 1. С. 233-237;
- СССР и национальный вопрос // КИ. 1924. № 8. С. 261-274;
- Шанхайское движение и его итоги // НВ. 1926. № 12. С. 1-17;
- 2-й конгресс Гоминьдана: (Мат-лы по истории Гоминьдана) // Там же. 1927. № 18. С. 1-4;

## Комментарии
1. ↑  В нескольких источниках П. З. Горелик, муж внучки Михаила Рафеса, приводит семейную легенду, очевидно, восходящую к сокамерникам Михаила Григорьевича, что он был обвинён в том, что якобы «отравил» воду в водопроводе Магнитогорска[17][20]. Однако архивные данные говорят, что его осудили по ст 58-10 ч. 1 (антисоветская пропаганда) на 5 лет ИТЛ, что указывает на то, что, скорее всего, причиной ареста был анекдот или просто скептическое высказывание, сказанное кому-то с глазу на глаз (в противном случае добавлялась 58 п. 11, антисоветская организация)[22].